# Paulinho Santos
João Paulo Maio dos Santos, mais conhecido como Paulinho Santos (Caxinas, Vila do Conde, 21 de Novembro de 1970), é um ex-futebolista português que jogava como trinco (médio defensivo). Actualmente é treinador dos quadros técnicos do Futebol Clube do Porto.

## Carreira

### Futebolista
Começou a jogar na sua terra natal, no Rio Ave, movendo-se para Porto em 1992, ajudando este a conquistar sete campeonatos e cinco taças de Portugal. No Porto, ele e mais quatro jogadores do Porto se tornaram os únicos jogadores na história do futebol Português a ganhar cinco títulos consecutivos da Liga (1994-1999). Quando o Porto ganhou a  Taça UEFA de 2003, Paulinho Santos já não era titular na equipa, e retirar-se-ia no fim da época 2002/2003.
Considerado um jogador de abordagem agressiva durante a sua carreira, ele muitas vezes arruaçava com o benfiquista João Vieira Pinto, mas antes do último jogo de Paulinho Santos contra  o Sporting, quando João Pinto foi então jogar ao Estádio das Antas, em Junho de 2003, como um gesto simbólico, porém, eles trocaram camisolas.

#### Selecção nacional
Paulinho Santos têm 30 internacionalizações pela Selecção de Portugal, tendo marcado dois golos (incluindo um golo perante um empate fora, 1-1 contra selecção austríaca, a 11 de Outubro de 1995). Participou no Euro-1996 em Inglaterra, onde actuou como lateral esquerdo.

### Treinador
Em 2005, dois anos após ter acabado a carreira, Paulinho Santos ingressou nos quadros técnicos do FC Porto, foi auxiliar de vários treinadores na formação portista durante estes anos.
No dia 14 de Fevereiro de 2012, Paulinho Santos foi promovido a treinador-adjunto dos seniores do FC Porto.

## Títulos
- Campeão português: 92/93, 94/95, 95/96, 96/97, 97/98, 98/99 e 02/03
- Taça de Portugal: 93/94, 97/98, 99/00, 00/01 e 02/03
- Supertaça de Portugal: 93/94, 94/95, 98/99, 99/00, 01/02
- Taça UEFA: 02/03